# Catedral de Nuestra Señora de Tartús
La Catedral de Nuestra Señora de Tortosa (en árabe: كاتدرائية طرطوس) fue una catedral de la era de las cruzadas en la ciudad de Tartus, hoy parte de Siria. Fue construida por los cruzados en la mitad del siglo XII y funcionó como una fortaleza y una iglesia. Ha sido descrita por los historiadores como la estructura mejor conservada de las cruzadas religiosas. En la actualidad sirve como el Museo Nacional de Tartus.
La catedral fue construida para santificar el lugar de peregrinación bizantino del Santuario de la Virgen María, el cual, según la tradición, fue dedicado a San Pedro. Una capilla dedicada a la Virgen María pudo haber existido en este sitio en el siglo IV. Según la tradición, el lugar era muy venerado al punto de que incluso los musulmanes pudieron llevar a sus hijos allí en gran número para recibir el bautismo.
Tras ser capturada por los Mamelucos, la catedral fue convertido en mezquita. En la actualidad, el edificio sirve como Museo Nacional de Tartús.